# Immenhausen
Immenhausen is een gemeente in de Duitse deelstaat Hessen, gelegen in de Landkreis Kassel. De stad telt 7.031 inwoners.

## Geografie
Immenhausen heeft een oppervlakte van 28,53 km² en ligt in het centrum van Duitsland, iets ten westen van het geografisch middelpunt.

## Plaatsen in de gemeente Immenhausen
- Holzhausen
- Immenhausen
- Mariendorf

Ahnatal · Bad Emstal · Bad Karlshafen · Baunatal · Breuna · Calden · Espenau · Fuldabrück · Fuldatal · Grebenstein · Habichtswald · Helsa · Hofgeismar · Immenhausen · Kaufungen · Liebenau · Lohfelden · Naumburg · Nieste ·  Niestetal ·  Reinhardshagen · Schauenburg · Söhrewald · Trendelburg · Vellmar · Wesertal · Wolfhagen · Zierenberg